# Delivery Hero
Delivery Hero SE (укр. Делівері Хіро) — це європейська транснаціональна служба доставки їжі, що базується в Берліні, Німеччина. Компанія працює у 40+ країнах на міжнародному рівні в Європі, Азії, Латинській Америці та на Близькому Сході та співпрацює з 500 000+ ресторанами. Послуги Delivery Hero не обмежуються лише доставкою їжі — компанія є  провідним гравцем у новій категорії швидкої торгівлі, яка забезпечує отримання невеликих партійних замовлень менш ніж за годину.
Delivery Hero обробив понад 666 мільйонів замовлень у 2019 році.
Хоча штаб-квартира Delivery Hero розташована у Німеччині з офісами по всьому світу, як "компанія з гіг-економікою" (схожа на Meituan, Uber або Airbnb), майже всі поставки компанії здійснюються працівниками на велосипедах та автомобілях, що регулюються через додатки компанії для смартфонів.
Загалом, Delivery Hero не класифікує цих кур’єрів як працівників, на відміну від нещодавніх юридичних прецедентів у Канаді та Австралії з цього приводу. Така політика призводить до постійних юридичних сутичок та трудових суперечок, і може бути пов’язана із припиненням діяльності Delivery Hero в кількох країнах.

## Історія
Холдинг Delivery Hero був заснований у Берліні Нікласом Естбергом, Колею Хебенштрайт, Маркусом Фюрманом та Лукашем Гадовським у травні 2011 року з метою перетворення Delivery Hero на глобальну платформу онлайн-замовлення продуктів. Під керівництвом Нікласа Остберга та Фабіана Зігеля Delivery Hero вперше поширився в Австралії та Великій Британії в 2011 році. На початку 2012 року підприємство придбало Lieferheld в Німеччині та частку в Foodarena, Швейцарія.
Тоді компанія Delivery Hero зібрала 25 мільйонів євро для придбань у чотирьох європейських країнах: Швеції, Фінляндії, Австрії та Польщі. У серпні 2012 року Delivery Hero розпочав свою роботу в Південній Кореї і в Китаї через YoGiYo та Aimifan, а азійська експансія продовжилася в 2013 році, коли Delivery Hero збільшив інвестиції в TastyKhana після успішного періоду співпраці.
У 2012 та 2013 роках жорстка конкуренція між різними інтернет-порталами служб доставки змусила німецьку пресу називати події кібервійною між великими вебпорталами. Повідомлялося про часті DoS-атаки кожного порталу, звинувачення у крадіжці даних, а також про численні судові позови порталів один проти одного. Delivery Hero був одним з найбільш агресивних акторів, і в 2012 році в офіс Delivery Hero в Берліні було здійснене рейдерське захоплення поліції, і сторона обвинувачення висловила претензії керівництву Delivery Hero. Delivery Hero був притягнутий до відповідальності за скоєння DoS-атак проти своїх конкурентів та крадіжку даних з інших вебслужб.
У 2014 році Delivery Hero придбав контрольний пакет акцій лідера латиноамериканського ринку PedidosYa , а в серпні 2014 року група купила лідера німецького ринку, pizza.de.
За версією TNW Tech5 2014, Delivery Hero на той час був одним із 3 найбільш швидкозростаючих стартапів Німеччини.
У квітні 2015 року Delivery Hero придбав південнокорейську службу доставки Baedaltong, одного з головних конкурентів власної служби YoGiYo. Через місяць Delivery Hero купив турецького конкурента Yemeksepeti за 530 мільйонів євро, що було найбільшою інвестицією у цьому секторі бізнесу до сьогодні. У жовтні 2015 року Delivery Hero також придбав послугу доставки їжі Foodora у Мюнхені від Rocket Internet.
У травні 2015 року компанія придбала e-food.gr — найбільшого гравця на ринку послуг з доставки їжі в Греції.
10 грудня 2016 року Delivery Hero придбав компанію Foodpanda, вартість якої на той час становила приблизно 3 млрд доларів.
У грудні 2016 року компанія оголосила про продаж своєї британської компанії Hungryhouse компанії Just Eat щонайменше за 200 мільйонів фунтів стерлінгів. Однак для цього потрібно було домовитись з Органом з питань конкуренції та ринків Великої Британії. 12 жовтня 2017 року CMA дав попереднє схвалення Just Eat на придбання свого меншого конкурента.
30 червня 2017 року Delivery Hero опублікував список на Франкфуртській фондовій біржі. Цей список був найбільшим серед європейських технологічних компаній майже за два роки. Delivery Hero зібрав із пропозиції майже 1 млрд. євро.
У грудні 2018 року Delivery Hero продав свої німецькі операції Takeaway.com.
Німецька фондова біржа Deutsche Börse оголосила 19 серпня 2020 року, що Delivero Hero замінить Wirecard у провідному індексі Німеччини DAX.
У серпні 2020 року Delivery Hero придбав Instashop за 360 мільйонів доларів, що є найвищою ціною, яку коли-небудь визначав грецький стартап. Угода також була вигідною для засновників та інвесторів, Jabbar Group та Venture Friends — двох фірм венчурного капіталу, які рано вклали гроші в Instashop.

## Інвестиції
У листопаді 2011 року компанія Delivery Hero отримала перше інвестиційне фінансування. Team Europe Holtzbrinck Ventures, Tengelmann Ventures, Kite Ventures та ru-Net разом інвестували 4 мільйони євро. Другий раунд фінансування відбувся у квітні 2012 року. Цього разу існуючі інвестори залучили свої інвестиції на 25 млн. євро для підтримки міжнародного зростання підприємства. У серпні 2012 року Delivery Hero отримав додаткові 40 мільйонів євро, що надаються, в основному, від Kite Ventures та Kreos Capital. Раунд фінансування серії D побачив, що Delivery Hero отримав 30 мільйонів доларів від Phenomen Ventures в останньому раунді фінансування серії D.
У січні 2014 року Delivery Hero оголосив про фінансування серії E у розмірі 88 мільйонів доларів на чолі з Insight Venture Partners. Ще 85 мільйонів доларів були отримані в квітні 2014 року і використані для посилення присутності Delivery Hero на основних ринках.
У вересні 2014 року ще $350 млн інвестицій було залучено від існуючих партнерів та шведського фонду Восток Нафта. Це була найбільша інвестиція в європейський стартап з 2009 року. У грудні 2014 року компанія залучила ще 287 мільйонів євро від Rocket Internet. Загальний розмір інвестицій Rocket Internet становив 496 млн. євро на первинному та вторинному рівні за 30% частки акцій Delivery Hero. Через три місяці Rocket Internet збільшив свою частку в Delivery Hero до 39%. У лютому 2018 року Rocket Internet зменшив свою частку в Delivery Hero. Відповідно, частка Rocket Internet в Delivery Hero зменшилася з 24,3% до 21,2%.
У січні 2017 року генеральний директор Ніклас Естберг оголосив, що хоче, щоб його компанія була готова до IPO у другому кварталі того ж року. Delivery Hero зосередився на інтеграції нещодавно придбаного конкурента Foodpanda. За словами менеджера magazin, він прагнув оцінити його у близько 3,5 млрд.євро.
У травні 2017 року компанія Naspers, глобальна Інтернет-розважальна група та один з найбільших світових інвесторів у технології, інвестувала 387 мільйонів євро в Delivery Hero. Після збільшення своєї частки у вересні 2017 року, Naspers сьогодні тримає приблизно 26% у Delivery Hero, і таким чином є найбільшим акціонером компанії.
У грудні 2017 року Delivery Hero очолив раунд фінансування серії B в Rappi, найбільшій компанії, яка працює в 5 країнах і має понад 30 000 кур'єрів для доставки на вимогу в Латамі. Delivery Hero інвестував 105 мільйонів доларів і зараз має частку в розмірі 20%, ставши найбільшим акціонером компанії та залучивши Нікласа Естберга до ради директорів. Незважаючи на ці інвестиції, Rappi поки що продовжуватиме працювати як незалежна компанія. Крім того, компанія також є інвестором у Glovo.

## Придбання
Delivery Hero був дуже активним у M&A (злиттях та поглинаннях), придбання компанії включають:
- 2011: Hungryhouse (Велика Британія)
- 2012: Lieferheld (Німеччина), OnlinePizza (Швеція), PizzaPortal (Польща), Pizza-Online (Фінляндія)
- 2014: PedidosYa, Clickdelivery (Латинська Америка), Pizza.de (Німеччина), Baedaltong (Корея)
- 2015: Talabat (Мена), Yemeksepeti (Туреччина), e-food (Греція), Damejidlo (Чехія), foodora
- 2016: foodpanda (Азія)
- 2017: Otlob (Єгипет), Carriage (Мена), Appetito24 (Латинська Америка), Foodfly (Корея)[44]
- 2018: Hipmenu (Європа), Netcomidas (Болівія)
- 2019: Бізнес з доставки їжі Zomato (Мена), Woowa (Південна Корея), DeliveryRD (Домініканська Республіка)
- 2020: Instashop (Мена), Glovo (Латинська Америка)

## Компанії
| Компанія       | Країна |
| -------------- | --- |
| Appetito24     | Панама |
| Baedaltong     | Південна Корея |
| Carriage       | Катар |
| Dame Jidlo     | Чехія |
| Domicilios.com | Колумбія |
| Donesi         | Сербія, Боснія і Герцеговина, Монтенегро (Чорногорія)                                                                  |
| Efood          | Греція |
| Foodly         | Південна Корея |
| Foodora        | Швеція, Норвегія, Фінляндія                                                                                            |
| Foodpanda      | Сінгапур, Бангладеш, Камбоджа, Гонконг, Японія, Лаос, Малайзія, М'янма, Філіппіни, Тайвань, Таїланд, Болгарія, Румунія |
| Foody          | Кіпр |
| Hunger Station | Саудівська Аравія, Бахрейн                                                                                             |
| Instashop      | Бахрейн, Єгипет, Ліван, Катар, ОАЕ                                                                                     |
| Mjam           | Австрія |
| NetPincér      | Угорщина |
| Pauza          | Хорватія |
| PedidosYa      | Аргентина, Болівія, Чилі, Домініканська Республіка, Парагвай, Уругвай, Венесуела                                       |
| Talabat        | Кувейт, Саудівська Аравія, Бахрейн, ОАЕ, Оман, Катар, Йорданія, Єгипет                                                 |
| Yemeksepeti    | Туреччина, Кіпр |
| Yogyo          | Південна Корея |

## Фінансові показники
| Рік  | Дохід (млн. €) | EBITDA(млн. €) | Ø Штат | Джерело |
| ---- | -------------- | -------------- | ------ | ------- |
| 2013 | 42             | -26            | 547    | [ 45 ]  |
| 2014 | 88             | -70            | 1018   | [ 45 ]  |
| 2015 | 200            | -174           | 2843   | [ 46 ]  |
| 2016 | 297            | -107           | 6848   | [ 47 ]  |
| 2017 | 544            | -190           | 12882  | [ 48 ]  |
| 2018 | 655            | -100           | 16627  | [ 49 ]  |
| 2019 | 1,238          | -431           | 22515  | [ 50 ]  |

## Критика

### Класифікація кур'єрів як незалежних підрядників
На відміну від річного звіту Delivery Hero за 2018 р., який включає кур'єрів як працівників, національні дочірні компанії Delivery Hero (Foodora, Foodpanda та ін.) зазвичай визначають своїх працівників як незалежних підрядників, а не як службовців. Ця класифікація звільняє Delivery Hero від відповідальності перед працівниками, включаючи право на компенсацію працівникам, лікарняні, понаднормові роботи, допомогу по безробіттю, виплату за небезпеку та захист від незаконного припинення трудових відносин чи звільнення.

### Постанови про працівника
Кур'єри, що працюють на бренди Delivery Hero, провели кампанії для відстоювання своїх прав, включаючи кілька успішних юридичних битв. В Австралії та Канаді ці кампанії призвели до припинення роботи дочірньої компанії Foodora.
У кожному випадку Foodora стверджувала, що закриття здійснювались у відповідь на ринкові сили. Однак щорічний звіт Delivery Hero за 2018 рік показує, що компанія справді оцінює витрати та ризики державної політики, включаючи соціальне забезпечення, за окремими країнами, зазначаючи:
"Спеціальні та економічні вимоги країни, включаючи закон про зайнятість та соціальне забезпечення, збільшують складність управління кур'єрами як частиною власних служб доставки. Постійний аналіз регуляторних розробок необхідний, щоб знайти найкращий підхід у просуванні логістичного бізнесу. Невідповідність нормативним вимогам може призвести до вищих витрат на водіїв та можливих штрафів за порушення норм. Сюди також входить ризик недоступності нестачі кур'єрського персоналу, що зупиняє подальше розширення логістичних послуг. Цей ризик вважається середнім ".

### Австралія
У 2018 році Foodora Australia раптово припинила свою діяльність під час декількох судових процесів: у тому числі один від Уповноваженого з прав людини, який звинуватив компанію в фіктивних контрактах, та кілька судових справ, що стосуються невиплачених пільг та незаконного звільнення.
Згодом профспілка транспортних працівників звинуватила Foodora у тому, що вона зупинилася, щоб "уникнути відповідальності за виплату своїм кур'єрам мільйонів доларів як повернення за крадіжку заробітної плати".

### Канада
У 2019 році почалось налаштування кур'єрської доставки Foodora з Монреаля та Торонто. Згодом, за підтримки Канадського союзу поштових службовців, Foodsters United, група кур'єрів в Онтаріо провела голосування щодо того, чи варто вступати в КСПС (Канадський союз поштових службовців). Тоді Foodora Canada оскаржила голосування до оголошення результатів, виходячи з того, що кур'єри Foodora були незалежними підрядниками і, отже, не мали права на об'єднання.
Тоді Комісія з питань трудових відносин в Онтаріо постановила, що Foodora неправильно класифікувала кур'єрів як незалежних підрядників, і в рішенні, яке в цілому вважалося виграшним для кур'єрів, Foodora наказувалось вважати своїх кур'єрів "залежними підрядниками", новою категорією, яка частково надає співробітникам права працівників. Рішення стосувалося лише кур'єрів в Онтаріо, але вважалося прецедентним.
У квітні 2020 року, через два місяці після рішення Комісії з питань трудових відносин Онтаріо, Foodora Canada оголосила, що припиняє свою діяльність, посилаючись на перенасичення канадського ринку.